# Vi vantrivs i kulturen
Vi vantrivs i kulturen (tyska: Das Unbehagen in der Kultur) är en bok av Sigmund Freud. Den skrevs 1929 och publicerades först i Tyskland 1930. Boken utforskar det Freud uppfattar som en viktig konflikt mellan önskan om individualism, samhällets förväntningar, sublimering, och även dödsdrift. Boken betraktas som en av Freuds viktigaste och mest lästa verk och är en av de mest inflytelserika böckerna inom modern psykologi.